# RD-170
L'RD-170 (in russo РД-170, Ракетный Двигатель-170?, RD-170, Raketnyj Dvigatel'-170, motore a razzo -170) è il motore a razzo a propellenti liquidi con la spinta più elevata mai prodotto. Progettato e costruito in Unione Sovietica per il lanciatore Energia, è caratterizzato da una configurazione a quattro camere di combustione/ugelli separati che condividono una turbopompa di alimentazione da 180 MW e un ciclo a combustione stadiata.

## Storia del progetto
In seguito alla decisione presa tra febbraio e marzo del 1976 di sviluppare il lanciatore Energia, l'allora OKB-456 Gluško iniziò la progettazione di una nuova famiglia di endoreattori ad alta spinta. Anche a causa dell'esplosione occorsa nell'aprile del 1969 a pochi secondi dal lancio di un razzo Proton che contaminò una vasta area al suolo in seguito alla ricaduta dei suoi propellenti assai tossici (idrazina e tetraossido di diazoto), fu deciso di impiegare come combustibile nel nuovo motore il cherosene, molto meno dannoso e già impiegato su endoreattori ad alta spinta costruiti dall'OKB Kuznecov.
Furono così sviluppate due versioni, la RD-170 per il lanciatore Energia e la RD-171 per i suoi booster Zenit. Nel 1980, però, fallirono le prime 16 accensioni dell'RD-170, mentre l'anno seguente un RD-171 esplose a Zagorsk con tutto l'edificio che ospitava il banco prova a causa di vibrazioni incontrollabili e combustione instabile. Il progetto si rivelò così problematico che fu presa in considerazione anche l'idea di abbandonarlo per i più affidabili NK-33. Ciò nonostante lo sviluppo proseguì e, nel 1983, fu provato con successo un esemplare di RD-170. Volò per la prima volta nel 1985 su un razzo Zenit. Durante gli unici due lanci di Energia, i motori funzionarono regolarmente come da specifiche di progetto. Il 5 dicembre 2013 fu provato al banco di NPO Energomaš il millesimo motore della famiglia, nella versione RD-171M.
Dall'RD-170/171 sono state derivate versioni a due camere di combustione (RD-180) e ad una sola camera di combustione (RD-191) in grado di coprire più classi di spinta.

## Tecnica
Elio
     Ossigeno liquido bassa pressione
     Combustibile bassa pressione
     Combustibile alta pressione
     Ossigeno (gassoso) e prodotti combustione proveniente dal generatore di gas

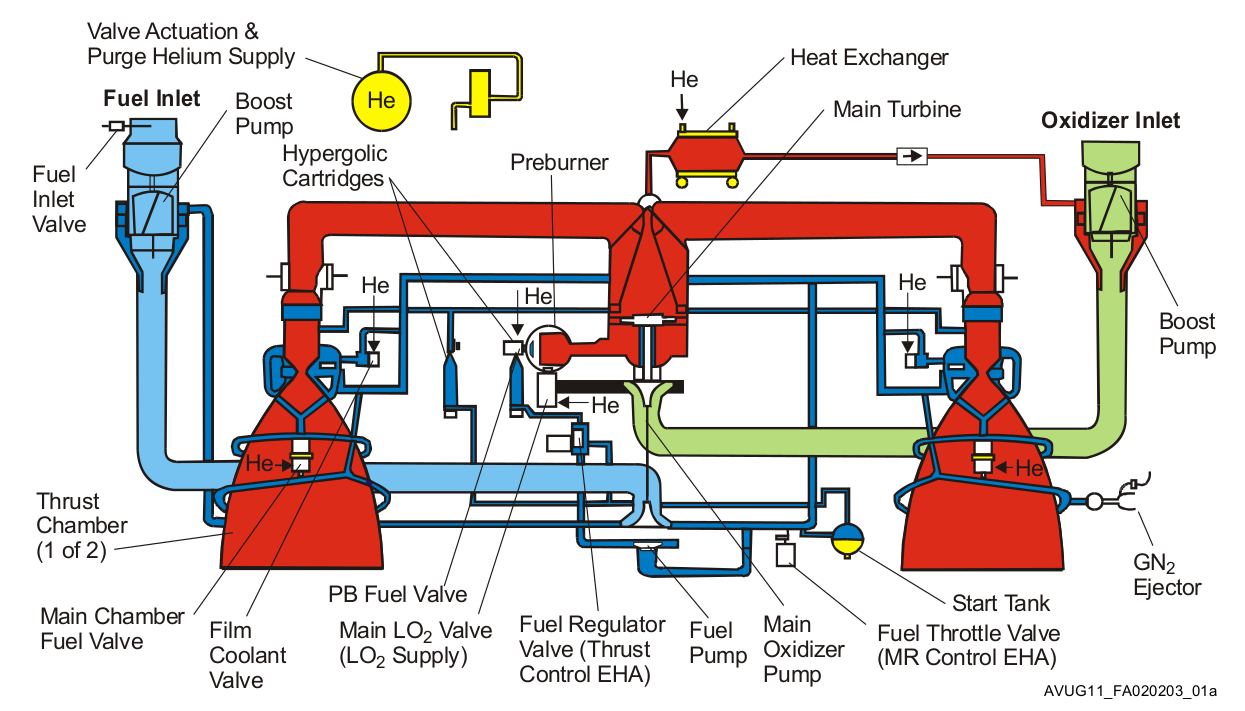
Schema di alimentazione
Elio
Ossigeno liquido bassa pressione
Combustibile bassa pressione
Combustibile alta pressione
Ossigeno (gassoso) e prodotti combustione proveniente dal generatore di gas

Per limitare le problematiche di instabilità della combustione caratteristiche degli endoreattori più grandi, fu preferita una configurazione che prevedeva gruppo di quattro piccole camere di combustione/ugelli di scarico al posto di una sola di dimensioni maggiori. La particolarità del ciclo a precombustione in eccesso di ossidante che caratterizza questo motore ha comunque posto inediti problemi tecnologici, in particolare per la turbopompa di alimentazione delle quattro camere di combustione. La notevole portata di gas ricchi di ossigeno ad alta temperatura e pressione comporta infatti l'impiego di materiali innovativi che oltre alle notevoli caratteristiche meccaniche dovevano soddisfare anche requisiti di tolleranza al danno in modo, ad esempio, di evitare che l'eventuale rilascio di detriti risultanti da uno sfregamento di componenti interni possa comportare una catastrofica reazione con l'ossigeno ad alta temperatura e pressione.

### Turbopompa
La turbopompa è costituita da uno stadio di turbina mosso dai gas provenienti dalle due precamere di combustione sul cui albero è calettata la pompa dell'ossigeno liquido e, all'altra estremità, è installata la pompa del combustibile a due stadi. Il primo stadio della pompa del combustibile alimenta le camere di combustione principali, mentre il secondo stadio (che fornisce una pressione maggiore) alimenta i generatori di gas della turbopompa. Le connessioni tra le varie sezioni dell'albero che uniscono la pompa dell'ossigeno, la turbina e le pompe del combustibile sono elastiche in modo da compensare gli sforzi termici dovuti alla differenti temperature di esercizio. Per evitare fenomeni di cavitazione all'interno della turbopompa, l'ossigeno liquido e l'RG-1 provenienti dai serbatoi sono messi in pressione da due pompe ausiliarie (booster pump) ognuna costituita da una coclea solidale ad una piccola turbina. Queste turbine sono mosse rispettivamente dai gas ad alta pressione (e parzialmente raffreddati da uno scambiatore di calore) provenienti dal generatore di gas della turbopompa e dal combustibile ad alta pressione proveniente dal secondo stadio della pompa dell'RG-1. La turbopompa è in grado di sviluppare una potenza all'albero di 189,3 MW (257.360 cavalli) garantendo una portata massima di 1792 kg/s di ossigeno e 732 kg/s di combustibile ad una pressione rispettivamente di 60,2 e 50,6 MPa.

### Generatore di gas
L'RD-170 è dotato di due generatori di gas. Ogni generatore di gas è costituito da una camera di combustione all'interno della quale l'ossigeno proveniente dai serbatoi viene fatto reagire con una minima parte di combustibile. I gas di combustione (ricchi di ossigeno) hanno una temperatura che può andare tra i 190 e i 600 °C ad una pressione massima di 53,5 MPa, permettendo la variazione della spinta del motore tra il 30 ed il 105% del valore nominale. I generatori di gas sono montati in modo solidale alla turbopompa e, con i loro gas di scarico, ne alimentano la turbina. L'accensione iniziale è assicurata da una cartuccia esplosiva di fluido ipergolico che innesca la combustione. Per questo motivo, una volta spento, l'RD-170 non può essere riavviato.

### Camera di combustione
I prodotti di combustione del generatore di gas (ricchi di ossigeno), dopo essere passati per la turbina della turbopompa attraversano una tubazione a soffietto semirigida che passa internamente al giunto cardanico che consente la direzionalità dell'intero assieme camera di combustione-ugello di scarico fino a 10-12°. La gran parte del combustibile, prima di essere immessa in camera di combustione, raffredda per rigenerazione la testata della camera di combustione, la sezione di gola dell'ugello e la parte finale dell'ugello di scarico. Questi tre circuiti di raffreddamento sono ricavati all'interno delle pareti dell'ugello, hanno tre ingressi distinti ma un'uscita comune che immette il combustibile nella testata di miscelazione a monte della camera di combustione. Il flusso di calore scambiato tra pareti e combustibile attraverso la sezione di gola (la più critica) raggiunge i 50 MW per metro quadrato.
La testata di miscelazione è divisa in sette settori composti di gruppi di iniettori sfalsati tra loro e di portate calibrate in modo da sopprimere fluttuazioni di pressione ad alta frequenza che, in caso di risonanza, possono comportare picchi incontrollati di pressione e instabilità nella combustione tali da causare lo spegnimento o, peggio, l'esplosione del motore.

## Versioni

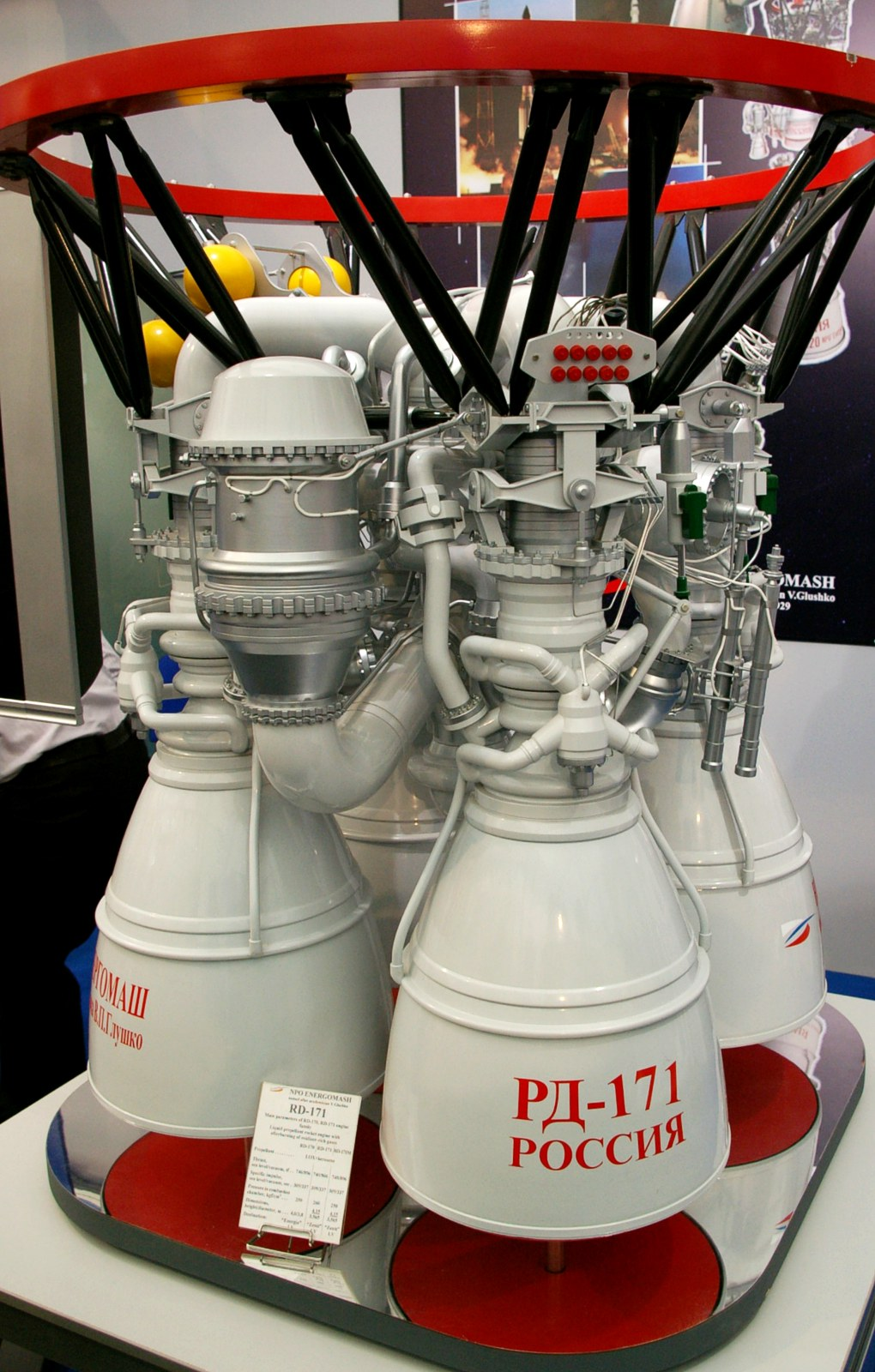
Modello di RD-171

### RD-170
La versione iniziale a quattro camere di combustione fu sviluppata per equipaggiare il lanciatore Energia, ma sia il motore che il lanciatore rimasero in produzione per brevissimo tempo. La direzione di spinta di ogni ugello poteva essere controllata mediante due attuatori lungo due assi.

### RD-171
La versione RD-171 fu sviluppata per i razzi ausiliari del lanciatore Energia (Zenit) e differivano dalla versione RD-170 per la possibilità di essere controllati solo su un asse. Due versioni con spinta maggiorata (RD-172 e RD-173) furono proposte, ma mai costruite.

### RD-180
L'RD-180 è una versione semplificata che impiega solo due delle quattro camere di combustione dell'RD-170 ed è installato sui lanciatori statunitensi Atlas V. Fu anche proposto come motorizzazione per il lanciatore russo Rus-M che, però, fu cancellato nell'ottobre del 2011.

### Versioni a singola camera di combustione
L'RD-191 è la versione a singola camera di combustione che equipaggia la famiglia di lanciatori Angara. Altre varianti includono l'RD-151 per il razzo sudcoreano Naro-1 rocket, l'RD-181 come rimotorizzazione dell'Antares 200, e l'RD-193 in sviluppo per il progetto Soyuz-2-1v.

## Utilizzatori
Unione Sovietica
- Energia

 Unione Sovietica 
 Russia
- Zenit (versione RD-171)